# Siim Liivik
Siim Liivik, soprannominato Simo, Märkä-Simo e Tallinnan Malkin (Paide, 14 febbraio 1988), è un hockeista su ghiaccio finlandese.

## Carriera
Liivik cominciò con la sua carriera professionale nel 2008. Prima di esordire da professionista nella SM-liiga Liivik giocò negli  Stati Uniti con i Waterloo Black Hawks nella United States Hockey League. Negli stessi anni trascorsi con l'HIFK militò anche nelle selezioni giovanili.
La prima presenza ufficiale con l'HIFK nel campionato 2008-09 fu contro i rivali dello Jokerit l'11 settembre 2008. Il 30 settembre segnò la prima rete nell'incontro disputato con il KalPa. Liivik vinse il campionato 2010-11. Dopo cinque stagioni nel 2013 si accordò con l'Espoo Blues.

## Musica
Sotto lo pseudonimo di "Märkä-Simo", Siim Liivik ha preso parte alla canzone del 2011 Häissä dei rapper finlandesi JVG (allora chiamati "Jare & VilleGalle"). Il singolo pubblicato dalla casa discografica finlandese Monsp records divenne subito popolare e raggiunse un enorme successo, arrivando addirittura in cima alle classifiche finlandesi. Il video ufficiale diretto da andrei6000 prevede la partecipazione di Märkä-Simo assieme al duo.

## Palmarès

### Club
- Campionato finlandese: 1

HIFK: 2010-2011